# Falken
Falken è una azienda produttrice di pneumatici per autovetture che fa parte del gruppo Sumitomo Rubber Industries. Al 2025 è il quindicesimo produttore di pneumatici per fatturato.
Lanciata in patria nel 1983, la marca è stata successivamente introdotta nel mercato del nord America due anni dopo. È diventata in seguito un marchio indipendente focalizzato sui prodotti ad alte prestazioni anche grazie all'impegno profuso negli sport motoristici.